# Jane Alexander
Jane Alexander (sinh năm 1959) là một nghệ sĩ và nhà điêu khắc nữ người Nam Phi nổi tiếng với tác phẩm điêu khắc The Butcher Boys, có thể được coi là phản ứng của bà đối với tình trạng khẩn cấp ở Nam Phi vào cuối những năm 1980. Bà tạo ra các tác phẩm điêu khắc, bản cài đặt và photomontages dựa trên nhận thức của riêng mình về các sự kiện thực tế, con người hoặc các vấn đề kinh tế và xã hội xảy ra trong thế giới xung quanh Hầu hết các tác phẩm của bà đều dựa trên và ảnh hưởng đến cái nhìn tổng quát về chính trị và xã hội của Nam Phi.

## Tiểu sử

Tác phẩm điêu khắc của Alexander, The Butcher Boys, được trưng bày tại Phòng trưng bày Nghệ thuật Quốc gia ở Cape Town

Alexander sinh ra ở Johannesburg, Nam Phi, vào năm 1959. Lớn lên, bà không quá ý thức về tất cả các vấn đề chính trị xung quanh, nhưng khi bà vào đại học và chuyển đến Braamfontein, bà trở nên ý thức hơn về các vấn đề xã hội và chính trị đang hiện diện ở Nam Phi. Sự quan tâm của bà đối với những vấn đề này đã ảnh hưởng đến các bản cài đặt và tác phẩm nghệ thuật tiếp theo của bà.
Alexander học Đại học Witwatersrand, nơi bà có bằng cử nhân và Thạc sĩ Mỹ thuật năm 1982 và 1988. Trong suốt khóa học Thạc sĩ, Alexander đã sản xuất một trong những tác phẩm nghệ thuật dễ nhận biết nhất của bà - The Butcher Boys. The Butcher Boys là một tác phẩm điêu khắc của ba người đàn ông ngồi trên một chiếc ghế dài có vẻ ngoài đặc biệt được làm bằng thạch cao. Tác phẩm đại diện cho tính con trong con người vốn xáo trộn và bạo lực. Trong một bài viết trên tờ New York Times, Holland Cotter mô tả rằng "cơ thể của họ, da trắng và cơ bắp, là tuyệt vời, nhưng với đường khâu chạy từ rốn đến cổ họng, trông khá khó chịu". Alexander hiện đang giảng dạy về điêu khắc, nhiếp ảnh và vẽ tại Trường Mỹ thuật Michaelis ở Cape Town. Tác phẩm trên là tác phẩm được công nhận rộng rãi nhất trong Thư viện Quốc gia Nam Phi.